# Diene Keita
Diene Keita, född 19 augusti 1964 i Guinea, är biträdande verkställande direktör för FN:s befolkningsfond, UNFPA. Hon har över trettio års erfarenhet från FN-arbete och har tidigare varit minister i Guinea för samarbete och Afrikaintegration.

## Biografi
Keita har en doktorsexamen i juridik från Sorbonneuniversitetet i Paris, där hon tog examen summa cum laude. Hon har också en DEA (ungefär masterexamen) i internationell ekonomi och utvecklingsrätt från Rene Descartes-universitetet i Paris, samt en masterexamen i ekonomisk och social administration.

### FN:s utvecklingsprogram (UNDP)
1990 inledde Keita sin FN-karriär som programansvarig vid FN:s utvecklingsprogram (UNDP) i New York City. Efter det tog hon sig framgångsrikt an flera andra programledarskap på landsnivå. 2006 var hon UNDP:s representant gentemot den Afrikanska unionen samt FN:s ekonomiska kommission för Afrika (UNECA).

### FN:s befolkningsfond (UNFPA)
2006 anslöt Keita sig till UNFPA som representant i Mauretanien och tjänstgjorde därefter i ledande positioner i Benin, Demokratiska republiken Kongo samt Nigeria.
Under denna tid ledde Keita framgångsrikt stora och komplexa folkhälsoprogram, utökade strategiska partnerskap och mobiliserade kritiska resurser för att utveckla arbetet. Medan hon tjänstgjorde vid UNFPA fungerade Keita också som FN:s toppchef (på engelska: resident coordinator) i Mauretanien och Benin. Hon är särskilt erkänd för sitt arbete med empowerment av kvinnor och unga, inkluderande tillväxt, demografiska frågor, hållbar utveckling, sexuell och reproduktiv hälsa och rättigheter (SRHR) samt könsbaserat våld i humanitära kriser.
Sedan juni 2020 är Keita biträdande verkställande direktör vid UNFPA.
Keita har vunnit flera utmärkelser för sitt arbete inom SRHR. Hon vann Nationalförtjänstorden, ett nationellt pris från den mauretanska regeringen. Hon tilldelades också Nationalförtjänstorden av Republiken Benin.